# Milan Hruška
Milan Hruška (* 26. dubna 1985, Topoľčany) je slovenský profesionální hokejista hrající za tým HC Slavia Praha.

## Statistiky

### Klubové statistiky
| Sezona       | Klub                        | Soutěž       | Základní část | Základní část | Základní část | Základní část | Základní část | Play off | Play off | Play off | Play off | Play off |
| Sezona       | Klub                        | Soutěž       | Z             | G             | A             | B             | TM            | Z        | G        | A        | B        | TM       |
| ------------ | --------------------------- | ------------ | ------------- | ------------- | ------------- | ------------- | ------------- | -------- | -------- | -------- | -------- | -------- |
| 2003-04      | Prince Edward Island Rocket | QMJHL        | 59            | 5             | 20            | 25            | 65            | 11       | 1        | 2        | 3        | 12       |
| 2004-05      | HC VTJ Telvis Topoľčany     | SVK-2        | 32            | 3             | 11            | 14            | 117           | 18       | 5        | 1        | 6        | 168      |
| 2005-06      | HK Dynamax Nitra            | SVK          | 53            | 5             | 12            | 17            | 98            | 13       | 0        | 3        | 3        | 47       |
|              | HK Levice                   | SVK-2        | 3             | 0             | 0             | 0             | 8             | —        | —        | —        | —        | —        |
| 2006-07      | HK Dynamax Nitra            | SVK          | 12            | 0             | 0             | 0             | 6             | —        | —        | —        | —        | —        |
|              | HC Slovan Bratislava        | SVK          | 27            | 0             | 3             | 3             | 22            | 13       | 2        | 6        | 8        | 92       |
|              | HK Ružinov 99 Bratislava    | SVK-2        | 3             | 2             | 1             | 3             | 34            | —        | —        | —        | —        | —        |
| 2007-08      | HC Slovan Bratislava        | SVK          | 36            | 2             | 3             | 5             | 28            | 18       | 0        | 1        | 1        | 65       |
| 2008-09      | HC Slovan Bratislava        | SVK          | 52            | 1             | 7             | 8             | 87            | 12       | 0        | 1        | 1        | 12       |
|              | HK Ružinov 99 Bratislava    | SVK-2        | 5             | 2             | 2             | 4             | 26            | 1        | 0        | 0        | 0        | —        |
| 2009-10      | HC Slovan Bratislava        | SVK          | 2             | 0             | 0             | 0             | —             | —        | —        | —        | —        | —        |
|              | HC Dukla Trenčín            | SVK          | 26            | 0             | 10            | 10            | 34            | —        | —        | —        | —        | —        |
| 2010-11      | HC Dukla Trenčín            | SVK          | 53            | 5             | 14            | 19            | 71            | 10       | 1        | 2        | 3        | 6        |
| 2011-12      | HK Nitra                    | SVK          | 34            | 5             | 12            | 17            | 97            | —        | —        | —        | —        | —        |
|              | HC Kometa Brno              | ELH          | 13            | 2             | 2             | 4             | 14            | 20       | 1        | 1        | 2        | 22       |
| QMJHL celkem | QMJHL celkem                | QMJHL celkem | 59            | 5             | 20            | 25            | 65            | 11       | 1        | 2        | 3        | 12       |
| SVK celkem   | SVK celkem                  | SVK celkem   | 295           | 18            | 61            | 79            | 443           | 66       | 3        | 13       | 16       | 222      |
| ELH celkem   | ELH celkem                  | ELH celkem   | 13            | 2             | 2             | 4             | 14            | 20       | 1        | 1        | 2        | 22       |

### Reprezentační statistiky
| Rok  | Tým          | Událost |   | Z | G | A | B | TM |
| ---- | ------------ | ------- | - | - | - | - | - | -- |
| 2003 | Slovensko 18 | MS 18   | 7 | 0 | 1 | 1 | 4 |    |
| 2004 | Slovensko 20 | MS 20   | 6 | 0 | 1 | 1 | 6 |    |
| 2005 | Slovensko 20 | MS 20   | 6 | 0 | 0 | 0 | 6 |    |